# 사토 고다이
사토 고다이(일본어: 佐藤 幸大, 1985년 8월 24일~)는 일본의 전 축구 선수이다.

## 구단 경력
과거 그루자 모리오카에서 활동하였다.